# Lycée français d'Alep

Le lycée français d'Alep (arabe : المدرسة الفرنسية بحلب) est un lycée français de la mission laïque française situé à Alep, deuxième ville de la Syrie, qui se trouve dans le Nord du pays. Ce lycée a ouvert en 1997 et il est « mis en sommeil » depuis 2012.

## Histoire
Trente-neuf ans après la fermeture de l'École française d'Alep, le lycée français d'Alep est fondé en 1997 dans le quartier de Cordoba, à quinze kilomètres au sud-ouest du centre ville d'Alep, près du village d'Kafar Joum et de l'autoroute Damas-Alep. C'est alors un grand complexe éducatif avec plusieurs bâtiments et des équipements sportifs. L'enseignement court de la maternelle à la terminale.
Le lycée français d'Alep, avec le lycée Charles-de-Gaulle de Damas (ar) (ouvert en 2008) sont au début les seuls établissements d'enseignement français en Syrie accrédités par le ministère de l'Éducation nationale. À l'époque, il s'agissait de « promouvoir un enseignement de qualité, respectueux de la liberté de conscience et de la diversité culturelle », selon le site officiel en ligne du lycée en 2009, mais fermé désormais depuis la guerre. Depuis la rupture des relations diplomatiques de la France et de la Syrie (qui a eu pour conséquence la fermeture de l'ambassade, des consulats français et de l'Institut français, ainsi que le rapatriement de tous les fonctionnaires français), ces deux établissements sont aujourd'hui « en sommeil ». Le lycée français de Damas a vu la rupture de sa convention avec le ministère à la fin de l'année 2011, mais il reste toutefois « homologué » comme établissement français de l'étranger. Le site d'Alep a quant à lui fermé en 2012 et a été en grande partie détruit à cause de la guerre. Des classes ont rouvert en novembre 2014 dans un logement privé de la partie de la ville non occupée par les rebelles, mais sur une initiative privée avec une convention de la MLF. Il n'y a plus d'enseignants français et il y a huit lycéens français. Tous les élèves suivent des cours par correspondance par le CNED. Il y avait en 2015 environ un millier de Français demeurant en Syrie dont la plupart sont binationaux ou mariés avec des personnes de nationalité syrienne.

## Adresse postale de l'ancien site
PO Box 13195,
Kafar Joum, 
Cordoba Hills, 
Alep,
Syrie